# Puporka András

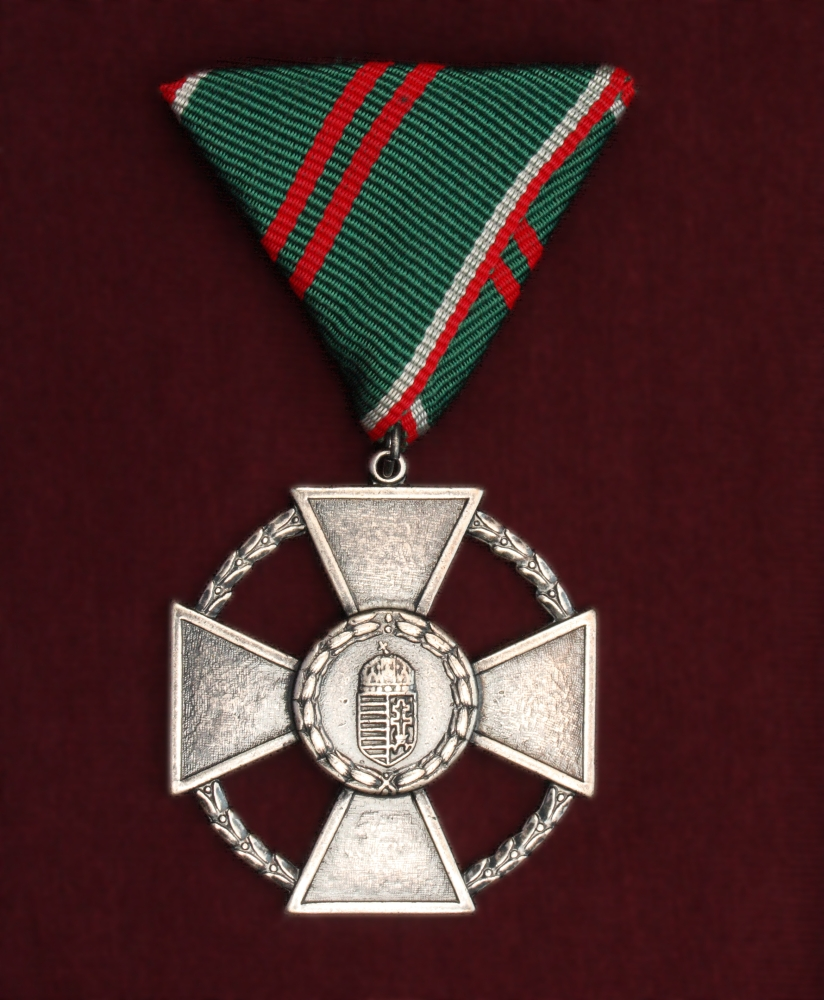
Magyar Köztársasági Ezüst Érdemkereszt

Puporka András (Bükkszék, 1949. december 15. – Budapest, 2017. február 7.) klarinét- és tárogatóművész. A 100 Tagú Cigányzenekar szólamvezető művésze.

## Élete
Édesapjától kezdett hegedülni tanulni. A Dunaújvárosi Zeneiskolában első klarinétmestere Fejes Imre, a Párizsi Operaház szólamvezetője volt. 1967-ben tett előadóművészi vizsgát.
18 évesen feleségül vette Horváth Zsuzsa prímást, akitől két gyermeke született. Fia, Tolnai András énekes.  
2002. augusztus 20-án Mádl Ferenc köztársasági elnök a Magyar Köztársasági Ezüst Érdemkereszt kitüntetésben részesítette.
Sokféle műfajban otthon volt, a dixielandtől, a klasszikus zenéig. Az ország leghíresebb prímásaival, például Lakatos Sándorral, Járóka Sándorral vagy ifjabb Járóka Sándorral játszott együtt. 
Egy alkalommal lehetősége volt Benny Goodmannek zenélnie, aki hálája jeléül saját hangszere kicsinyített másolatával ajándékozta meg.

## Diszkográfia
- Gipsy Clarinet (2002)

## Díjai
- Magyar Köztársasági Ezüst Érdemkereszt (2002)